# アンデルソン・コレア・ポウガ
アンデルソン・コレア・ポウガ（Anderson Corrêa Polga、1979年2月9日 - ）は、ブラジル・サンティアゴ出身で同国代表の元サッカー選手。ポジションはDF（センターバック）。

## 経歴
10年に渡りスポルティングCPの守備陣を支えた。2002 FIFAワールドカップにも出場した。

## 所属クラブ
- 1999-2003  グレミオFBPA
- 2003-2012  スポルティング・クルーベ・デ・ポルトゥガル
- 2012-0000  SCコリンチャンス・パウリスタ

## 代表歴

### 出場大会
- ブラジル代表
  - 2002.1.31 - A代表初出場 : ボリビア代表戦
  - 2002 - ワールドカップ 優勝

### 試合数
- 国際Aマッチ 11試合 3得点（2002年-2003年）[1]

| ブラジル代表 | 国際Aマッチ | 国際Aマッチ |
| 年           | 出場        | 得点        |
| ------------ | ----------- | ----------- |
| 2002         | 9           | 3           |
| 2003         | 2           | 0           |
| 通算         | 11          | 3           |